# Принада Орест Богданович
Прина́да О́рест Богда́нович (нар. 1965, Львів, Україна) — митець у галузі архітектурного та декоративного скла, в якій він представляє львівську школу. Педагог, приват-доцент кафедри художнього скла Львівської національної академії мистецтв.

## Життєпис
У 1985 році закінчив Львівське училище прикладного та декоративного мистецтва імені Івана Труша. 1992 року в рамках програми обміну студентами пройшов стажування в Кентському інституті мистецтва і дизайну (Мейдстон, Велика Британія). У наступному році Орест Принада закінчив Львівський інститут декоративного і прикладного мистецтва, де навчався на кафедрі скла у таких видатних фахівців як А. Бокотей, О. Звір, Б. Галицький. По завершенню навчання залишився в альма-матер викладати на рідній кафедрі. З 2000 року є членом Національної спілки художників України.

## Виставки
З 1990-х років і по теперішній час (станом на 2018 рік) неодноразово брав участь у національних та міжнародних виставках художнього скла, з яких найвизначнішими були наступні:
- 1995—2013 — III, IV, V, VI, VII, VIII, IX Міжнародні симпозіуми гутного скла у Львові (Національний музей у Львові);
- 1998 — галерея «Pavlovsky» (Утрехт);
- 2003 — виставка до Дня Львова у Кракові (галерея «Спільнота польська», Краків);
- 2003 — арт-проект «Декоративне мистецтво України кінця XX століття. 200 імен» (Київ);
- 2004 — виставка «Сучасне декоративне мистецтво України в залах Штаб-квартири ЮНЕСКО» (Париж);
- 2005 — виставка скла на прийомі президентом України послів дипломатичних представництв, акредитованих в Україні, (Маріїнський палац, Київ);
- 2008 — виставка «Пісні про кохання» (Музей українського народного декоративного мистецтва, Київ);
- 2011 — виставки «Мистецтво без кордонів», «Віртуози Львівського художнього скла у Китаї» (Музей Хе Шуйфа, мистецька галерея «Баохало», Ханджоу)[1].

## Громадська і наукова діяльність
Мистецьку творчість Орест Принада поєднує із організаційною та громадською діяльністю, спрямованою на підтримку молодих обдарувань у галузі склярства. Так, він організовував виставку студентських робіт «Українська школа склярства», в рамках IX Міжнародного симпозіуму гутного скла (Музей Львівської національної академії мистецтв, 2013), першу загальнонаціональну виставку «Сучасне „мистецтво вогню“ України» (Київ, 2015), виступав куратором виставок студентських робіт «Арт-антропологія» (2016) та «Жінка» (2017). Орест Принада є автором науково-методичних праць, серед яких виділяються «Декоративний скляний пласт» та «Сучасна львівська школа художнього скла: формування концепції, образно-пластичний пошук та його технологічна візуалізація».
Твори митця представлені в колекціях Національного музею у Львові, київського Музею народного декоративного мистецтва, приватних збірках колекціонерів України, Великої Британії, Голландії, Китаю, Польщі, Франції. У 2014 році Орест Принада створив нагороди для переможців фестивалю «Хіти Галичини», у 2015 році він взяв участь у благодійному аукціоні, присвяченому відкриттю пам'ятника Андрею Шептицькому.